# Gruppe Wohnhäuser Wernerstraße
Die Gruppe Wohnhäuser Wernerstraße in der niedersächsischen Kreisstadt Cuxhaven im Landkreis Cuxhaven stammt aus der Mitte des 20. Jahrhunderts.
Aktuell (2024) wird sie durch Wohnungen genutzt.
Die Gebäude stehen unter Denkmalschutz (siehe auch Liste der Baudenkmale in Cuxhaven).

## Geschichte und Beschreibung
Die Wernerstraße verläuft in Nord-Süd-Richtung von der Grodener Chaussee (B 73) / Süderstraße / Ditmar-Koel-Straße über die Lappestraße zur Simon-von-Utrechtstraße. 1903/04 wurde sie angelegt und benannt nach dem Amtsverwalter Dr. Charles Anthony Werner (1838–1891).
Die Gruppe der traufständigen dreigeschossigen unterkellerten und verklinkerten Wohnbauten mit Satteldächern entstand 1935/36 nach Plänen von Achmet Steinmetz als schlichte ungegliederte Häuser mit deutlich hervorgehobenen Eingangsbereichen durch abgestufte Klinkergestaltung, mit rechteckigen Fenstern und flacheren Treppenhausfenstern sowie späteren Balkonbändern mit Aufzug an der rückseitigen Fassade; sie besteht aus
- den nördlichen Gebäuden Wernerstraße 64 bis 72[2]
- den südlichen Gebäuden Wernerstraße 76 bis 90 und Simon-von-Utrecht-Straße 8[3]

Das Landesdenkmalamt befand u. a.: „einheitliches Gesamtbild“.
Der Architekt Steinmetz (1878–1947) plante u. a. in Cuxhaven auch: Wohn- und Geschäftshaus Nordersteinstraße 24, Villa Gehben in Altenbruch, Schule Groden, Nicolaiheim, Wohnhäuser Papenstraße 145 und Wißmannstraße 8, Mehrfamilienhaus Wendtstraße 10 bis 12, Kino Deichstraße 20 sowie mehrere Fischhallen am Hafen. 